# Online álláskeresés
Az online álláskeresés az álláskeresés azon formája, amikor is nem újságok apróhirdetései által, lokális állásbörzéken a vagy a helyi munkaügyi központok segítségével keres munkát magának az álláskereső, hanem az internet lehetőségeinek valamelyikét használva. Az álláskeresőket segítő honlapok különböző önéletrajz formákat mutatnak be, országos szintű állásajánlatokat sorakoztatnak fel, esetleg személyre szabott lehetőségeket is ajánlanak. Az internet megreformálta az álláskeresési szokásokat.

## Portálok és adatbázisok
Az álláskereső portálok számtalan ajánlattal várják a jelentkezőket, az álláskeresés fogalma már egybeforrt magával az internettel. Szokásossá vált az e-mailben történő jelentkezés az online meghirdetett állásokra.
A nagyobb cégek, a munkaközvetítők és az állásgyűjtő portálok oldalain szinte minden esetben lehetőség van a konkrét munkára történő jelentkezésen kívül az adatbázisba történő regisztrációra is. Ilyenkor egy online űrlapot kell kitölteni a jelentkezőnek, ahol a személyes adatokon és elérhetőségeken kívül a képzésekre, szakmai tapasztalatra, speciális tudásra, és akár személyiségvonásokra is kíváncsiak. A folyamat végén lehetőség van a magyar és idegen nyelvű önéletrajz, valamint motivációs levél feltöltésére. Ennek nyomán a jelentkező adatai bekerülnek egy adatbázisba.

## Közösségi oldalak
A közösségi oldalak üzenőfalán való érdeklődés a többi tag ismerősi körét is bevonja az álláskeresésbe.
Ez a módszer áthidalja azt a problémát, hogy sok állást meg sem hirdetnek, mert először belső körből próbálnak alkalmas jelöltet találni. 
Ráadásul a közösségi oldalakon esetleg már az előtt értesülni lehet egy-egy pozícióról, hogy az a különböző álláskereső portálokon megjelenne.

Az utóbbi néhány évben a közösségi oldalakon a cégek is megjelentek. 

## Álláskereső stratégia
Az álláskeresőnek, akárcsak a hagyományos álláskeresésnél, előzetesen tisztáznia kell magával, hogy mik a céljai, mit szeret, mire vágyik, és mit akar elérni és az önéletrajznak és a motivációs levélnek egyaránt meg kell felelnie az adott állásajánlatnak, az elvárásoknak és az álláskereső személyének, kihangsúlyozva az adott állás betöltése szempontjából érdekes végzettségeket és tapasztalatokat. A célok tisztázása nyomán megindulhat a célirányos kapcsolatkeresés a közösségi oldalakon is. Az online közösségi oldalak sajátsága, hogy az események gyorsan feledésbe merülnek, ezért elősegíti a sikert az ismételt érdeklődés hirdetőfalukon.
Az ügyes álláskereső azt is figyelembe veszi, hogy  a közösségi oldalakon magáról kialakított képe a potenciális munkaadó előtt sem marad titok.
Nagyszámú leadott jelentkezést táblázatban lehet áttekinthetővé tenni annak elkerülésére, hogy egy esetleges telefonos interjú alatt az álláskereső esetleg ne emlékezzen arra, hogy kivel és mi kapcsán beszél.

## Veszélyei
Egy hamis álláshirdetést az interneten könnyű közzétenni, és ekkor a válaszok nyomán szétküldött kérdőivek kitöltői a személyes adataikat illetéktelen kezekbe juttatják. Valódi állásajánlat helyett ilyenkor spam, azaz nem kívánt hirdetések, felhívások következnek, sőt esetleg a válaszok közzététele az interneten, és ezzel a „digitális tetoválásnak" nevezett jelenség. Az adatok birtokában egy csaló az adatközlő személyiséget is könnyebben felveheti. Ez azzal is kiegészülhet, hogy jelszavas regisztrációt is kér, és mivel sokan egyetlen jelszót használnak mindenhez,  az adathalász az adatok és a jelszó birtokában e-mail hozzáférést, banki hozzáférést szerez magának..
Másrészt magát az álláskeresést veszélyeztetheti az esetleg már megtörtént digitális tetoválás, tehát egy régebbi szóhasználattal élve, ha az illető kompromittált az interneten.

## Ajánlott források
- Jobs & Internships – Your career steps. Stanford.edu. [2011. július 29-i dátummal az eredetiből archiválva]. (Hozzáférés: 2011. június 7.) (angolul)
- Edwin Sapp: Critical Changes in Resume and Job Search Strategies, 2008. [2010. december 16-i dátummal az eredetiből archiválva]. (Hozzáférés: 2011. június 7.) (angolul)
- Occupational Outlook Handbook. U.S. Bureau of Labor Statistics, 2010-11. [2011. október 18-i dátummal az eredetiből archiválva]. (Hozzáférés: 2011. június 7.) (angolul)
- Официальный информационный портал «Работа в России» федеральной службы занятости Archiválva 2010. március 1-i dátummal a Wayback Machine-ben (oroszul)
- Matas, Alina, “Internet becomes an on-line opportunity for employers and job hunters”, The Washington Post, Nov. 7, 1993, pg. H2 (angolul)
- James Peter Rubin, “Breakaway (A Special Report) --- Web Workers: More small businesses are filling vacancies from an ever-growing pool of Internet candidates”, Wall Street Journal, Oct. 23, 2000, pg. 8
- Recruiting Redaktion: Die Relevanz der Reichweite im Recruiting (Teil 1): Einführung und technische Grundlagen, 2010. szeptember 8. (németül)
- 5 Great Job Hunting Strategies that Will Get You Hired. Zoomstart
- Matt M. Starcevich, Ph.D.: Internet survey results: Unemployed:  What's your job hunting strategy?. Coachingandmentoring.com. [2011. január 18-i dátummal az eredetiből archiválva]. (Hozzáférés: 2011. június 7.) (angolul)
- Oswald J. Eppers: History of online job search. content-articles.com, 2007. július 3. [2016. március 5-i dátummal az eredetiből archiválva]. (Hozzáférés: 2011. június 7.) (angolul)
- Noelle Carver: How to Search a Person's Job History. eHow.com